# Zinab Fitsum
Zinab Fitsum, née le 2 février 1996, est une coureuse cycliste érythréenne.

## Palmarès
- 2019
  -  Médaillée d'argent du championnat d'Afrique du contre-la-montre par équipes

## Classements mondiaux
| Année                                 | 2016 | 2017 | 2018 | 2019 |
| ------------------------------------- | ---- | ---- | ---- | ---- |
| Classement UCI                        | 522e | 569e | nc   | 272e |
|                                       |      |      |      |      |
| Légende : nc = non classéSource : UCI |      |      |      |      |